# 洪沛
洪沛（1915年—1991年9月23日），男，原名陈德增，又名陈一萍。安徽盱眙（今属江苏）县城山上宣化街人，中华人民共和国政治人物，曾任第五届安徽省政协副主席。第三届全国政协委员、第四屆全國政協委員。 

## 生平
20世纪30年代初期，在盱眙参加共产主义青年团，任团支部组织委员。在中共盱眙县委领导下为李桂五组建的盱眙红军游击队送情报、送药品，并以寺庙中的红帐幔给游击队做镰刀斧头旗和袖标。
抗日战争爆发后，洪沛参加怀宁县抗日团体。1938年任安徽省民众总动员委员会直属第14工作团副团长、直属第15工作团团长。
1938年初，安徽省第一行政区专员兼保安司令（驻太湖县）张节以专署直属支队为基础收编由川军退下的数百人和安庆警察200余人以及宿松、望江一带的抗日团队，组成第十三游击纵队，共1500余人。张节邀请安徽省民众总动员委员会直属第14工作团在第十三游击纵队成立独立的政工大队，到连队当指导员或文化教员进行抗日宣传。1938年9月张节在太湖县辛冲办安徽省第一行政区抗日青年训练班，招考青年学生300余人，抽调第十三游击纵队部分班排长参加青训班，分政治军事两部分，学期3个月，张节向中共太湖中心县委书记孙毅要来孙益坚、陈一萍（洪沛）、韩非、霍震作教员、政治指导员。
1939年5月陈一萍加入中国共产党。中共皖东北特委书记杨纯（化名陈光微）派遣郭继昌（邓一凡）到盱眙与陈一萍（洪沛）、李乾一（王亦纯）组建党组织。1939年5月，在管镇正式成立了地下党中共盱眙县特别支部委员会，书记郭继昌，组织委员陈一萍，宣传委员李乾一。1939年冬陈一萍带抗日宣传队，深入盱眙西路的河梢桥、津里、旧县、涧溪、潘村、紫阳等地发动群众，组建盱眙县青年抗日文化事业委员会，并参加盱眙县民众总动员委员会。1939年底特支的活动受到盱眙县政府当局的怀疑和监视，1940年2月经上级特委同意，和郭继昌（邓一凡）、李乾一（王亦纯）等撤至淮北。历任泗县第三区区委书记、1941年4月，泗东、泗南办事处合并为泗南县，洪沛任县委书记。泗五灵凤县县委副书记，泗南县委副书记。1945年10月，恢复泗县建制，继石立志后任县委书记。
1946年11月24日，淮北新四军主力撤往运河以东，淮北七地委城工部长兼联络部长姚克和时任泗县县委书记洪沛、洪泽县委书记王化东、洪泽县县长谢楠、泗阳县县委书记石正鹄、泗县县长夏际霞等组成中共洪泽湖临时工作委员会，开会讨论出路。洪沛主张在湖区就地坚持，认为坚持斗争虽然困难很多，但有利条件也不少，共产党应该能够克服困难，夺取胜利。1947年主力部队重返淮北。5月泗南县与洪泽县合并成立泗洪县，任县委书记。9月，泗洪县重新划分为泗南县和洪泽县，任泗南县委书记。任泗灵睢县工委书记、江淮三地委组织部部长。
中华人民共和国成立后，历任安徽省人事厅副厅长、安徽省委统战部副部长（1954.10～1959.2）、省委统战部部长（1959.2～1967.1），安徽省第二届政协秘书长（1960.5.12～1964.9.30）、安徽省第三届政协秘书长（1964.9.30～1967.1）。
文革后，任安徽省委宣传部副部长（1979.2～1983.6）、安徽省第五届政协副主席（1983.4.28～1986.4.27）。